# ホウキ雲
「ホウキ雲」（ホウキぐも）は、日本の音楽デュオ・RYTHEMの6作目のシングル。

## 概要
- 表題曲はアニメ『焼きたて!!ジャぱん』の初代オープニングテーマに起用された。
- 2012年9月5日に発売されたアルバム『THE IDOLM@STER ANIM@TION MASTER 生っすかSPECIAL 02』にて、水瀬伊織（釘宮理恵）によってカバーされた。

## 収録曲
- 全作詞・作曲:RYTHEM　編曲:CHOKKAKU

1. ホウキ雲
2. 名を持つ人へ
3. 万華鏡キラキラ（Acoustic）
4. ホウキ雲（Instrumental）

## 参加ミュージシャン
RYTHEM
- YUI：Vocal (#1,2,3)
- YUKA：Vocal (#1,2,3)

Additional Musician
- CHOKKAKU：Sound Produced & Programming & Instruments (#1,2,4)
- そうる透：Drums (#1,2,4)
- 種子田健：Bass (#1,2,4)
- 弦一徹ストリングス：Strings (#1,4)
- 山本拓夫：Flute (#2)

## 収録アルバム
- 夢現ファクトリー (#1,2)
- BEST STORY (#1)